# Andrea Formica
Andrea Formica (Alessandria, 18 ottobre 1812 – Cuneo, 5 gennaio 1885) è stato un vescovo cattolico italiano.

## Biografia
Nasce ad Alessandria nel 1812. Rettore del seminario di Cuneo, nel 1867 diviene quarto vescovo di Cuneo. Partecipa al Concilio Vaticano I. Compie molte visite pastorali nelle parrocchie dell'alta montagna cuneese e si prodiga nell'assistenza dei malati nell'ultima epidemia di colera di Cuneo (1884). Muore nel 1885.

## Genealogia episcopale
La genealogia episcopale è:
- Cardinale Scipione Rebiba
- Cardinale Giulio Antonio Santori
- Cardinale Girolamo Bernerio, O.P.
- Arcivescovo Galeazzo Sanvitale
- Cardinale Ludovico Ludovisi
- Cardinale Luigi Caetani
- Cardinale Ulderico Carpegna
- Cardinale Paluzzo Paluzzi Altieri degli Albertoni
- Papa Benedetto XIII
- Papa Benedetto XIV
- Papa Clemente XIII
- Cardinale Marcantonio Colonna
- Cardinale Giacinto Sigismondo Gerdil, B.
- Cardinale Giulio Maria della Somaglia
- Cardinale Luigi Lambruschini, B.
- Vescovo Giovanni Tommaso Ghilardi, O.P.
- Vescovo Andrea Formica